# 百歳宮
百歳宮（ひゃくさいきゅう）は、中華人民共和国安徽省池州市青陽県九華山摩空嶺にある仏教寺院。元は星庵を摘んで万年禅寺とも呼ばれている。祇園寺・東崖寺・甘露寺と並んで九華山「四大叢林」と併称される。

## 歴史
明の万暦年間、無瑕海玉禅師を開山に創建された。
清の康熙56年（1717年）、火災で焼失した。康熙60年（1721年）、住職の三乗は寺院を再建した。咸豊3年（1853年）、太平天国の乱の火難で、寺は全焼した。光緒年間、火災で焼失し、同年に再建される。
1931年から1953年まで、常諦・覚真・悟光・心妙が相継いで住持となった。
1983年、中華人民共和国国務院は仏寺を漢族地区仏教全国重点寺院に認定した。2013年3月、中華人民共和国国務院は仏寺を全国重点文物保護単位に認定した。

## 伽藍
山門、天王殿、大雄宝殿、肉身殿